# Leptoderris brachyptera
Leptoderris brachyptera là một loài thực vật có hoa trong họ Đậu. Loài này được (Benth.) Dunn miêu tả khoa học đầu tiên.